# École des sous-officiers de Banankoro
Pour les articles homonymes, voir École des sous-officiers et ESO.
L'École des sous-officiers de Banankoro (ESO) est l'établissement responsable de la formation initiale des sous-officiers des forces armées maliennes. Elle est située à Banankoro, à 10 kilomètres au nord-est de Ségou.

## Historique
L'arrêté du ministre des forces armées, Soumeylou Boubeye Maïga porte la création de l'ESO en date du 21 novembre 2000, l'école devait être installée à Markala. La 5e promotion de l'école est sortie en 2011. 
L'école est située sur un lieu qui a vu de nombreuses écoles. Le roi bambara Da Diarra y crée le Chiffing-so (maison des jeunes) un centre d'enseignement pour 700 filles et le même nombre de garçons. De nombreux établissements s'y succèdent ensuite à partir de 1930. Le centre devient en 1994 le centre de formation de base pour les 3 000 recrues de l'armée malienne.

## Directeurs
- 2007- : Kéba Sangaré
- 2014-2019 : Didier Dembélé